# Перу на зимових Олімпійських іграх 2010
Перу на зимових Олімпійських іграх 2010 була представлена 3 спортсменами в 2 видах спорту.

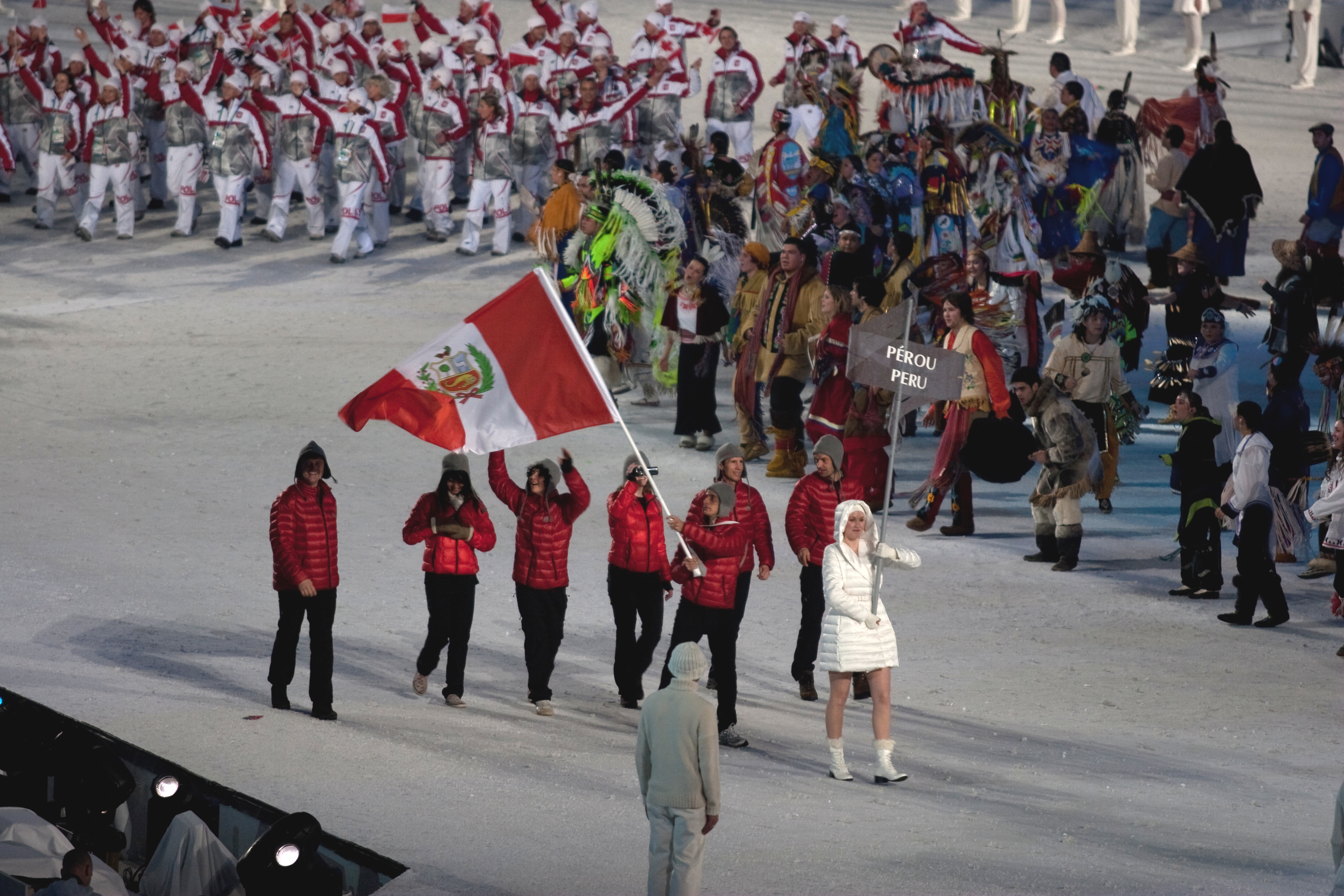
Збірна Перу під час Параду націй на церемонії відкриття Олімпіади